# Pythagoras Peak
Pythagoras Peak är en bergstopp i Antarktis. Den ligger i Östantarktis. Australien gör anspråk på området. Toppen på Pythagoras Peak är 1 275 meter över havet.
Terrängen runt Pythagoras Peak är huvudsakligen kuperad, men åt nordväst är den platt. Pythagoras Peak är den högsta punkten i trakten. Trakten är obefolkad. Det finns inga samhällen i närheten. 